# Реншолл (город, Миннесота)
Реншолл (англ. Wrenshall) — город в округе Карлтон, штат Миннесота, США. На площади 3,9 км² (3,9 км² — суша, водоёмов нет), согласно переписи 2002 года, проживают 308 человек. Плотность населения составляет 78,9 чел./км².
- Телефонный код города — 218
- Почтовый индекс — 55749, 55797
- FIPS-код города — 27-71788[1]
- GNIS-идентификатор — 0654392[2]